# Les Illuminations (Britten)
Pour les articles homonymes, voir Les Illuminations.
Les Illuminations, op. 18 est un cycle de mélodies pour voix aiguë (soprano ou ténor) et orchestre composé par Benjamin Britten en 1939 sur des extraits de poèmes d'Arthur Rimbaud issus de son recueil du même nom, et créé le 30 janvier 1940 à Londres par la soprano Sophie Wyss et le Boyd Neel Orchestra sous la direction de Boyd Neel.

## Structure
L'œuvre se compose de neuf parties (dix poèmes) et son exécution demande un peu plus de vingt minutes.
- I - Fanfare
- II - Villes
- III a - Phrase
- III b - Antique
- IV - Royauté
- V - Marine
- VI - Interlude
- VII - Being Beauteous
- VIII - Parade
- IX - Départ

La phrase « J'ai seul la clef de cette parade sauvage. » (extraite de Parade) ouvre l’œuvre et est répétée trois fois au cours du recueil.

## Commentaire
Britten a écrit de nombreuses pièces vocales, la plupart sur des textes anglais. Il s'était déjà essayé à la poésie française en 1928 avec ses Quatre chansons françaises sur des poèmes de Victor Hugo et de Paul Verlaine. Ses Illuminations sont contemporaines de son exil aux États-Unis, peu avant la Seconde Guerre mondiale. Bien que l’œuvre soit conçue pour voix de soprano, elle est souvent chantée par des ténors ; notamment Peter Pears l'a chantée dès 1941 sous la direction du compositeur.